# Spirocamallanus spinicaudatus
Spirocamallanus spinicaudatus is een rondwormensoort uit de familie van de Camallanidae. De wetenschappelijke naam van de soort is voor het eerst geldig gepubliceerd in 1980 door Bashirullah & Williams.